# 火星2号
火星2号是苏联于1970年代进行的火星计划的一部分。火星2号与火星3号完全相同，均包括了一个轨道飞行器和一个着陆器。它于1971年5月19日协调世界时16时22分44秒由質子K型運載火箭发射。
探测器升空时，轨道飞行器重3440千克，着陆器重1210千克，轨道干质量2265千克。机体高4.1米，宽2米（太阳能板展开时，宽度为5.9米）。这是第一个在火星表面着陆的人造探测器，但最终着陆器于降落时坠毁在火星表面，因此没有获取任何探测数据和图像。轨道器则一直工作到1972年。

## 轨道飞行器
轨道飞行器运行于近拱点高度1380千米，远拱点高度24940千米的火星轨道上。轨道周期为18小时，倾角48.9度。每次运行到接近远拱点位置时，轨道器上的科学仪器将工作30分钟左右。
轨道飞行器的主要科学任务有：绘制火星表面和云层图像；测量火星温度；研究火星表面地形、土壤构成和物理特性；测量火星大气的性质；检测太阳风、星际磁场以及火星磁场。另外，轨道飞行器还在着陆器和地球之间扮演了信号传递者的角色。
1971年11月至次年3月间，火星2号的轨道飞行器传回了大量的数据。1972年8月22日，在轨道器绕火星运行362圈后，科研人员正式宣布，火星2号完成了它的使命。在本次探测计划中，火星2号与火星3号共送回了60张照片。它们所获得的照片和数据首次向人类显示了火星表面高达22千米的山峰、大气层上端大量的氢原子和氧原子、从零下110摄氏度到13摄氏度的地表巨大温差、5.5至6毫巴（55至60千帕）的大气压、比地球低5000倍的水蒸汽含量以及高达7千米的红色尘暴等等。这些图片和数据为绘制火星表面立体图、研究火星重力和磁场提供了重要的信息。

## 着陆器

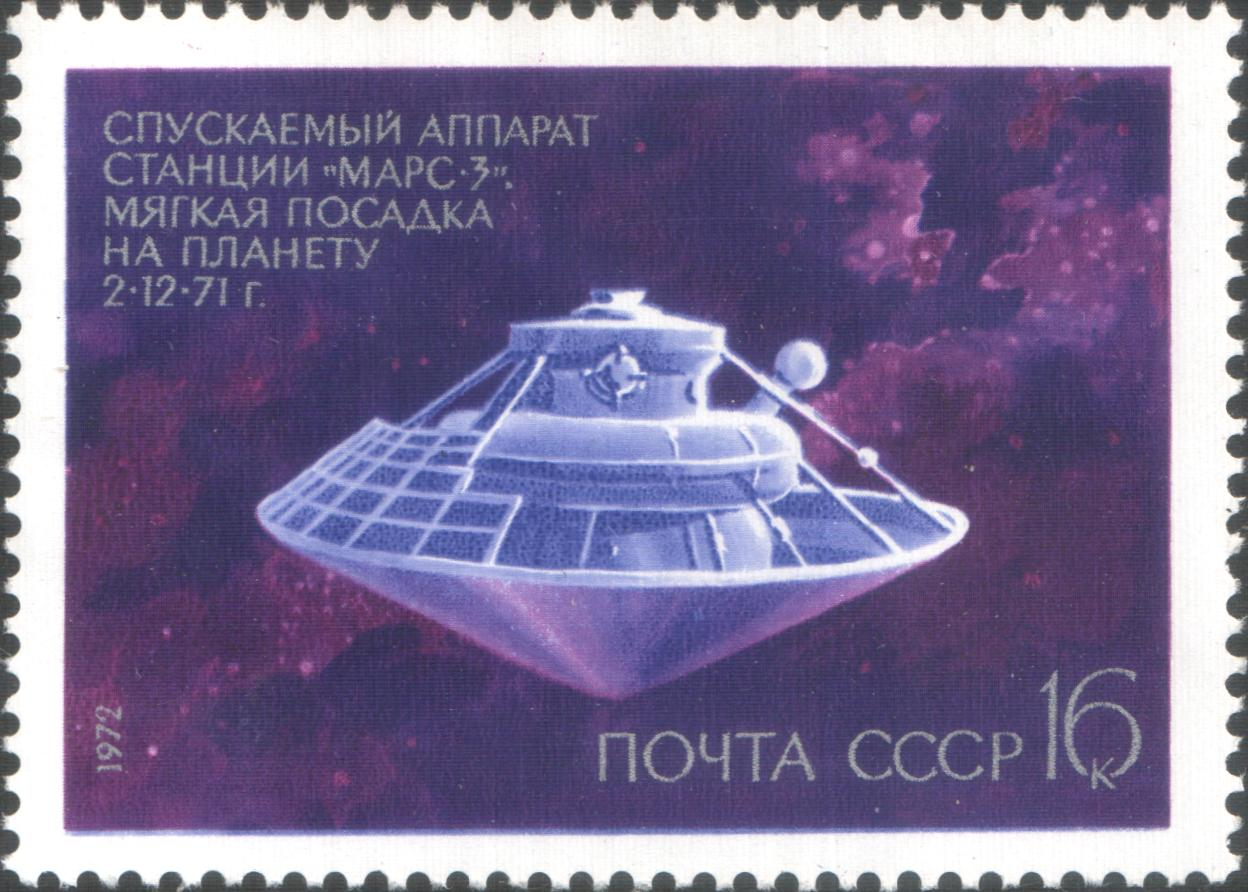
郵票上的著陸器

火星2号的着陆系统与推进系统分别装载在轨道器的两端。着陆系统包括了一个直径为1.2米的圆形着陆仓、一个直径2.9米的锥形气动减速罩，一个降落伞系统以及减速火箭。整个着陆系统满载燃料后重量为1210千克，其中着陆仓重358千克。燃烧液态氮气的微型引擎是着陆系统的动力来源，另有4个引擎装载在减速罩的外侧以控制降落角度。着陆器的顶部则装载了主、副减速伞、引擎和雷达高度仪。
根据设计，仓内使用泡沫来吸收着陆时的震动。当着陆仓成功着陆后，上端会有4片三角形翼瓣打开，调整着陆仓的位置并使得仪器和火星车可以开始工作。
着陆器配备了用于测量火星大气成分的质谱仪，2个360度全景摄像机，温度、气压和风力风向传感器，还有用于探测火星地表化学性质和结构的仪器。其中包括一个用于寻找有机物质和生命迹象的机械铲。它还携带了一面带有苏联国徽的旗帜。通过仓顶的4根天线，着陆器可以和轨道飞行器进行无线通讯。工作期间整个着陆器的能量来源是由轨道器提前为其充电的蓄电池。
为了防止着陆器上的沾染物干扰火星的生态环境，发射前，着陆器已被全面消毒灭菌。
1971年11月27日，着陆器与轨道舱分离，大约4.5小时候到达火星。在着陆器以大约6千米/秒的速度进入火星大气后，着陆系统出现故障，未按预定程序控制着陆器的降落。最终减速伞未能打开，着陆器坠落在火星北纬4° ，西经47°的地方。事后猜测，导致着陆失败的原因可能是着陆器进入火星大气的角度过于倾斜。此外，當時火星正發生沙塵暴，可能也有影響。
虽然火星2号的着陆器坠毁了，但是它仍然是第一个到达火星表面的人造物体。

### Prop-M火星车
火星2号的着陆器装载了一个4.5公斤的火星车。根据设计，虽然它可以在火星表面移动，但一根15米长的缆线始终令火星车与着陆器相连。由于地球和火星车通信延时非常久，因此不采用全程遥控，而是通过在火星车上安装两根探测金属棒，使火星车可以自主绕过障碍。 火星车上安装了动力圆锥触探仪和辐射密度计。
根据计划，当火星2号着陆之后，机械臂将会把火星车放置在地面上，火星车将在着陆仓摄像机的视野范围内移动，并每隔1.5米进行测量。火星车移动所留下的痕迹也将会被记录，并用来研究土壤的性质。但是由于着陆器坠毁，火星车没有进行任何工作。